# Lucas Zelarayán
Lucas Manuel Zelarayán, född 20 juni 1992, är en argentinsk-armenisk fotbollsspelare som spelar för Columbus Crew i Major League Soccer.

## Karriär
Den 20 december 2019 värvades Zelarayán av Major League Soccer-klubben Columbus Crew.